# Bobby Jindal
Piyush Jindal, detto Bobby (Baton Rouge, 10 giugno 1971), è un politico statunitense di origini indiane, governatore della Louisiana dal 2008 al 2016.

## Biografia
Nato da genitori immigrati negli Stati Uniti dal Punjab (India), nel 1991 a soli 20 anni si laureò in biologia alla Brown University, Rhode Island. Nel 1992, essendosi classificato come uno dei migliori studenti d'America, si iscrisse al New College dell'Università di Oxford, beneficiando di una borsa di studio. Nel 1994 ottenne una laurea in scienze politiche con indirizzo sanitario a Oxford. Pur potendo proseguire gli studi, scelse di lavorare come consulente di McKinsey & Company.
Proveniente da una famiglia di religione indù, negli anni del college si è convertito al cristianesimo, ricevendo il battesimo come cattolico mentre studiava alla Brown University. Con la sua famiglia frequenta la messa domenicale regolarmente e non manca di dare testimonianza pubblica della sua conversione al cristianesimo, anche di fronte a comunità appartenenti ad altre denominazioni cristiane.
Nel 1996 è stato nominato Segretario del Dipartimento della Salute e degli Ospedali della Louisiana (a soli 25 anni è stato il più giovane negli USA a ricoprire questo incarico), in un periodo in cui questo dipartimento pesava sul 40% del bilancio dello stato, con un deficit annuale di $400 milioni; in soli tre anni ha risanato il bilancio, riportandolo dalla bancarotta ad un attivo di $220 milioni. La qualità dei servizi sanitari è sensibilmente migliorata (in uno stato tra i più poveri d'America).
A soli 28 anni è diventato il più giovane presidente del Sistema Universitario della Louisiana.
Dal 1998 ha ricoperto l'incarico di direttore esecutivo di una commissione governativa per la riforma dell'assistenza sanitaria ai più anziani (National Bipartisan Commission on the Future of Medicare). Per due anni (dal 2001 al 2003), su proposta del Presidente George W. Bush e con l'approvazione unanime del Senato, è stato assistente segretario al Dipartimento della Salute e dei Servizi Umani degli Stati Uniti. Ha rinunciato a questo incarico per candidarsi come Governatore della Louisiana.
Dopo un tentativo fallito nel 2003, ha vinto le elezioni nel 2007 col 54% dei voti, diventando il più giovane governatore d'America (a soli 36 anni) e il primo governatore della Louisiana di colore dopo più di un secolo e mezzo.
Nella campagna elettorale per la presidenza degli Stati Uniti del 2008, il suo nome è stato suggerito da alcuni importanti commentatori politici come possibile candidato alla vicepresidenza al fianco del candidato repubblicano John McCain. La sua giovane età, il suo curriculum del tutto eccezionale nonché le sue origini asiatiche sarebbero stati, secondo alcuni, elementi molto utili per affrontare un candidato come Barack Obama. Tuttavia, Jindal ha rifiutato questa possibilità, riservandosi di decidere un'eventuale candidatura alle presidenziali del 2012.
Nella sua carriera politica, ha spesso chiesto ed accettato la collaborazione bi-partisan su alcuni temi condivisi. È un convinto politico pro-life: sui "principi non-negoziabili" (definiti tali da papa Benedetto XVI) come il diritto alla vita dal concepimento alla morte naturale, la difesa della famiglia fondata sul matrimonio tra uomo e donna, e la libertà d'educazione si è sempre distinto per il totale accordo con la fede cattolica.
Jindal guida uno stato spesso colpito da grandi disastri naturali: l'uragano Katrina che ha devastato New Orleans (2005), l'uragano Gustav che ha portato a una delle maggiori evacuazioni nella storia degli Stati Uniti (quasi due milioni nell'agosto 2008) e la "marea nera" che ha danneggiato le coste della Louisiana e di altri stati vicini (la dispersione di grandi quantità di greggio nel Golfo del Messico, provenienti da una piattaforma marina situata a 70 km dalla costa - primavera 2010).
Il 24 giugno 2015 annuncia la sua candidatura alle elezioni presidenziali del 2016 per i repubblicani. I sondaggi lo danno tra l'1,7% e l'1%. Il 17 novembre decide però di ritirarsi dalla corsa affermando che "non è ancora arrivato il mio momento". È il terzo dopo Scott Walker e Rick Perry ad abbandonare la gara senza dare indicazione su chi votare ai suoi sostenitori. È il primo indo-americano (nato da genitori indiani) a partecipare alle primarie in assoluto, primo quindi nel 2016 e fra i repubblicani nonché il primo a ritirarsi in assoluto.
Il 4 febbraio 2016 decide di appoggiare il senatore di origine cubane Marco Rubio, conservatore dei Tea Party ma di vedute più moderate rispetto agli estremismi di Ted Cruz e Donald Trump visto che il candidato ufficiale del partito, il moderato Jeb Bush era ormai fuorigara. Jindal è il quarto ex candidato dopo Lindsey Graham (Bush), Rick Perry (Cruz) e George Pataki (Rubio) a fare un endorsement ed il secondo, dopo Pataki, ad appoggiare Rubio ed il primo a dichiararsi dopo un voto elettorale come il caucus dell'Iowa.
Il 4 maggio 2016, con il ritiro dalla corsa repubblicana di John Kasich e Ted Cruz, l'unico in corsa rimane Donald Trump, e perciò decide di fare proprio l'appello del partito ad unirsi su Trump per sconfiggere Hillary Clinton. È il secondo, dopo Mike Huckabee, a fare un endorsement dopo il voto in Indiana (3 maggio) in suo favore quando ormai Trump è rimasto il candidato unico mentre è il primo a fare un ri-endorsement in suo favore quando il magnate è rimasto solo dopo aver sostenuto Marco Rubio. È il quattordicesimo in assoluto a fare un endorsement dopo Lindsey Graham (Bush), Rick Perry (Cruz), George Pataki (Rubio), Bobby Jindal (Rubio), Rick Santorum (Rubio), Chris Christie (Trump), Carly Fiorina (Cruz), Ben Carson (Trump), Lindsey Graham (ri-endorsement per Cruz), Jeb Bush (Cruz), Scott Walker (Cruz), George Pataki (ri-endorsement per Kasich), Mike Huckabee (Trump), decimo dopo Santorum (Iowa), Christie (Nevada), Fiorina (Michigan-Mississippi-Hawaii-Idaho), Carson (Guam-Washington DC-Wyoming), Graham (Florida-Illinois-Missouri-Nord Carolina-Ohio-Isole Marianne), Bush (Arizona e Utah), Walker (Nord Dakota-America Samoa), Pataki (Wisconsin) e Huckabee (Indiana) a farlo dopo un voto elettorale. È il terzo in assoluto tra i repubblicani a fare un nuovo endorsement dopo Lindsey Graham (Bush-Cruz) e George Pataki (Rubio-Kasich) e primo dopo le primarie in Indiana quando Trump è rimasto solo mentre è il secondo a passare da Rubio ad un altro candidato come Trump (primo Pataki su Kasich). È il quarto a sostenere Trump dopo il governatore del New Jersey, il moderatoChris Christie e il neurorchirurgo neroradicale anti-establishment Ben Carson, quando c'era più competitor, e l'ex governatore dell'Arkansas e ex candidato 2008 Mike Huckabee dopo che è rimasto l'unico in corsa.